# كفر الشيخ شحاتة
كفر الشيخ شحاتة إحدى قرى مركز تلا التابع لمحافظة المنوفية بجمهورية مصر العربية.

## التاريخ
قرية كفر الشيخ شحاتة من القرى القديمة، حيث وردت باسم «جزيرة البندارية» في أعمال جزيرة بني نصر ضمن قرى الروك الصلاحي التي أحصاها ابن مماتي في كتاب قوانين الدواوين، كما وردت باسم «جزيرة البندارية» في أعمال جزيرة بني نصر ضمن قرى الروك الناصري التي أحصاها ابن الجيعان في كتاب «التحفة السنية بأسماء البلاد المصرية». وفي العصر العثماني وردت باسم «كفر الشيخ شحاتة» في التربيع العثماني الذي أجراه الوالي العثماني سليمان باشا الخادم في عصر السلطان العثماني سليمان القانوني ضمن قرى ولاية جزيرة بني نصر، وفي تاريخ 1228هـ/1813م الذي عدّ قرى مصر بعد المسح الذي قام به محمد علي باشا باسم «كفر الشيخ شحاتة» ضمن قرى مديرية المنوفية.

## السكان
بلغ عدد سكان كفر الشيخ شحاتة 9,999 نسمة، منهم 5،086 رجل و4913 إمرأة، حسب الإحصاء الرسمي لعام 2006.